# Lasiomma anthomyioides
Lasiomma anthomyioides är en tvåvingeart som beskrevs av Fan 1981. Lasiomma anthomyioides ingår i släktet Lasiomma och familjen blomsterflugor. Inga underarter finns listade i Catalogue of Life.